# Martin Benedikter
Martin Benedikter (Campo Tures, 10 settembre 1908 – 5 dicembre 1969) è stato un sinologo italiano.

## Biografia
Benedikter trascorse gli anni dell’infanzia a Pettneu, in Austria. Dopo aver frequentato l’istituto pedagogico a Bolzano lavorò in una scuola elementare di montagna della Val Passiria e poi nella Val Venosta. Quando nell’epoca fascista Benedikter come tutti gli insegnanti sudtirolesi dovette decidersi fra il licenziamento o il trasferimento nelle “vecchie province”, scelse di essere trasferito a Santa Maria Capua Vetere presso Napoli. A Napoli all’Istituto Orientale si dedicò allo studio della lingua e letteratura cinese. Nel 1934 si laureò in sinologia con una tesi sul filosofo confuciano Meng-Tse. Nel 1939 concluse anche il corso di laurea di germanistica presso l’Università di Napoli con un’opera su Charles Sealsfield.
Dal 1935 al 1943 Benedikter insegnò lingua e letteratura tedesca in licei a Napoli e a Nola. Dal 1936-1938 e dal 1941-1943 assunse l’incarico di professore associato nella ripartizione cinese dell’Istituto Orientale. La sua area letteraria preferita era il periodo T’ang (618-906 d.C.), il secolo d’oro della letteratura cinese, in particolare della lirica. Questa e altre epoche della ricca storia della letteratura cinese le approfondì anche durante il suo impegno in qualità di research assistant presso i sinologi Peter A. Boodberg e Ferdinand Lessing all’Università di Berkeley in California. Un’unica volta riuscì a visitare la Cina di persona.
Nel 1943 Martin Benedikter ottenne l’incarico di direzione della nuova scuola media in lingua tedesca di Bressanone, istituita durante il periodo della Operationszone Alpenvorland. Nel 1945 venne chiamato a ricoprire il ruolo di preside del liceo scientifico di Bressanone, dove rimase fino al 1967. Il suo raggio di attività non si limitava alla città di Bressanone: nell’autunno del 1948 istituì anche le scuole medie di Brunico e Vipiteno. È dovuta essenzialmente al suo impegno anche la fondazione dei licei scientifici di Bolzano e Silandro. I suoi meriti in riguardo alla scuola sudtirolese trovarono riconoscimento ufficiale in forma del conferimento della medaglia d’oro da parte del Ministero della Pubblica Istruzione. Benedikter ottenne il titolo di “dottore in lettere” nel 1954 a Padova con una tesi su Karl Barth e l’esistenzialismo. Durante la sua attività come dirigente scolastico a Bressanone impartiva anche lezioni di lingua e letteratura cinese a Napoli. Verso la metà degli anni 1960 in Italia vennero istituite tre cattedre di sinologia: a Torino, a Padova e a Napoli. Martin Benedikter venne chiamato come professore di sinologia alla cattedra di Napoli. A causa della sua duplice funzione di dirigente scolastico a Bressanone e professore universitario, nel 1968 scelse il trasferimento alla cattedra di Padova.
Benedikter si spense il 5 dicembre 1969. A Bressanone è ancora vivo il suo ricordo come preside del liceo scientifico. Studenti di sinologia in Italia tuttora lavorano con le traduzioni dal cinese fatte da Benedikter, i cui testi fanno parte del programma universitario obbligatorio. Martin Benedikter non solo è ritenuto uno dei pionieri della sinologia, ma anche il miglior traduttore della letteratura del periodo T’ang in lingua italiana.

## Attività di ricerca
Oltre alla letteratura cinese moderna, l’area di lavoro e ricerca preferita da Benedikter fu la poesia dell’epoca T’ang. Si dimostrò interprete lucido e raffinato della lirica cinese e riuscì ad esplicare ai lettori italiani tutte le 300 poesie T’ang nonché il ciclo di poesie Wang-ch’uan-chi di Wang Wei e di P’ei Ti in forma perfetta. La sua famosa collezione delle “Trecento poesie T’ang” è uscita nel 1961 presso Einaudi. Altre traduzioni di poesia e prosa antica e moderna uscirono tra il 1956 e il 1963 sulla rivista Cina a Roma e presso Sansoni (Firenze). Pubblicò anche, sulla rivista Oriens Extremus, il ciclo di poesie sulla principessa Chin-ch’eng sposata con il re tibetano Songtsen Gangpo. Rimase incompleta la sua opera di storia della letteratura sul T’ang-shih-lei-yüan e il suo compilatore Chang Chih-hsiang del periodo Ming nonché le opere sul periodo Hsienfeng. Benedikter collaborò regolarmente con le riviste specializzate "Annali dell’Istituto Orientale di Napoli" e con la rivista "Cina" dell’Istituto di scienze asiatiche a Roma.

## Pubblicazioni
- Le trecento poesie T’ang, Torino, Einaudi 1961 - Ristampa: Oscar Mondadori Poesia  (su licenza di Giulio Einaudi Editore) 1972
- Il “Wang-Ch’uan Chi” di Wang Wei e P’ei Ti (La raccolta del fiume Wang), in Annuali dell’Istituto Universitario Orientale di Napoli, Roma 1957
- Venti “Quartine Brevi cinesi del periodo T’ang”, Firenze, Fussi 1954 - Ristampa: La Vita Felice, 2018
- Numerose poesie sulla rivista “Cina” (Roma), 1956–1963
- L’opera del poeta Wang Wie (699–759) nelle petizioni fatte da suo fratello Wang Chin all‘imperatore T’ai-tsung (763–780) e nella lettera imperiale di riconoscimento, Oriens Extremus, 1958, pp. 145–148
- Un ciclo di poesie sulla principessa Chin-ch’eng, sposata nel 712 col re tibetano, in Oriens Extremus XII, 1965, pp. 11–35.